# Stormborn (album, Bloodbound)
Stormborn je šesté studiové album švédské powermetalové hudební skupiny Bloodbound. Vydáno bylo 21. listopadu 2014 vydavatelstvím AFM Records. Textově se na něm skupina nechala inspirovat knižní fantasy sérií Píseň ledu a ohně od George R. R. Martina.

## Seznam skladeb
| Pořadí         | Název                      | Autor                       | Délka |
| -------------- | -------------------------- | --------------------------- | ----- |
| 1.             | Bloodtale                  | Fredrik Bergh, Tomas Olsson | 1:44  |
| 2.             | Satanic Panic              | T. Olsson                   | 4:30  |
| 3.             | Iron Throne                | F. Bergh, T. Olsson         | 3:36  |
| 4.             | Nightmares from the Grave  | F. Bergh, T. Olsson         | 5:14  |
| 5.             | Stormborn                  | T. Olsson                   | 5:50  |
| 6.             | We Raise the Dead          | T. Olsson                   | 3:56  |
| 7.             | Made of Steel              | F. Bergh, T. Olsson         | 3:53  |
| 8.             | Blood of My Blood          | T. Olsson                   | 3:52  |
| 9.             | When the Kingdom Will Fall | F. Bergh, T. Olsson         | 5:40  |
| 10.            | Seven Hells                | T. Olsson                   | 4:02  |
| 11.            | When All Lights Fail       | T. Olsson                   | 4:08  |
| Celková délka: | Celková délka:             | Celková délka:              | 46:18 |

## Obsazení
- Patrik Johansson – zpěv
- Tomas Olsson – sólové a doprovodné kytary
- Henrik Olsson – doprovodné kytary
- Fredrik Bergh – klávesy
- Anders Broman – baskytara
- Pelle Åkerlind – bicí

Technická podpora
- Jonas Kjellgren – mixing, mastering
- Per Ryberg – nahrávání bicích
- Tom Thiel – přebal alba